# Pour l'amour
Pour l'amour è il quarto album in studio del cantautore e rapper italiano Achille Lauro, pubblicato il 22 giugno 2018 dall'etichetta discografica Sony Music.

## Antefatti
In un'intervista, Lauro ha confessato come sia nata l'idea dell'album:
Pour l'amour «è per metà samba trap e per metà esperimenti che ho fatto con il produttore Boss Doms».

## Tracce
1. Angelo blu (feat. Cosmo) – 4:35
2. Bvlgari – 2:54
3. Mamacita (feat. Vins) – 3:26
4. Amore mi – 3:25
5. Roba francese (feat. Gow Tribe) – 3:01
6. Burro e marmellata – 2:32
7. Thoiry Remix (Samba Trap Vol.3 - Mitraglia Rec) (feat. Gemitaiz, Quentin40, Puritano) – 2:55
8. Purple Rain (feat. Gemitaiz, Frenetik & Orang3) – 2:39
9. Dolores (feat. Vins) – 2:39
10. El Ninho – 2:54
11. Non sei come me – 3:06
12. Midnight Carnival (feat. Gow Tribe) – 3:05
13. Ammò (feat. Rocco Hunt, Clementino) – 3:25
14. Penelope – 3:48

## Classifiche
| Classifica (2018) | Posizione massima |
| ----------------- | ----------------- |
| Italia            | 4                 |